# Çok Güzel Hareketler Bunlar
Çok Güzel Hareketler Bunlar ist eine wöchentlich ausgestrahlte Sketchshow, die vom türkischen Sender Kanal D produziert wurde. Die Erstsendung fand am 7. Mai 2008 statt. In der Show spielen neben Yılmaz Erdoğan die Spieler der Gruppe BKM Mutfak mit. Die Titelmelodie setzt sich aus dem aus den USA stammenden Lied Camptown Races und dem von Deniz Erdoğan komponierten türkischen Gesang zusammen.

## Inhalt
In der Serie werden auf Bühnen nacheinander Sketche sowie heitere Szenen live vorgeführt und dann vom Publikum durch Klatschen bewertet. Die meisten Witze werden von Produzenten entwickelt oder einfach nur kopiert, wie z. B. die Kanal D Nachrichten oder die türkische Form vom Perfekten Dinner.
Yılmaz Erdoğan drehte mit dieser Theatergruppe 2009 den Kinofilm Neşeli Hayat (dt.: Fröhliches Leben).

## Mitwirkende

### Lehrer
- Yılmaz Erdoğan
- Demet Akbağ
- Zerrin Sümer
- Altan Erkekli
- Bahtiyar Engin
- Tolga Çevik
- Sinan Bengier

### Schüler
- Aydan Taş
- Ayça Erturan
- Ayşegül Akdemir
- Burcu Gönder
- Bülent Emrah Parlak
- Büşra Pekin
- Emre Canpolat
- Ersin Korkut
- Eser Yenenler
- Gizem Tuğral
- Gülhan Tekin
- Gülsüm Alkan
- Hamdi Kahraman
- İbrahim Büyükak
- Ilayda Yildiz
- Metin Keçeci
- Metin Yıldız (Oyuncu)
- Murat Eken
- Nazmi Karaman
- Neşe Sayles
- Oğuzhan Koç
- Pelin Öztekin
- Şahin Irmak
- Şevket Süha Tezel
- Zeynep Koçak